# Patrick Rahmen
Patrick Rahmen (Basilea, 3 aprile 1969) è un allenatore di calcio ed ex calciatore svizzero, di ruolo attaccante.

## Statistiche

### Statistiche da allenatore
Statistiche aggiornate all'8 ottobre 2024. In grassetto le competizioni vinte.
| Stagione        | Squadra         | Campionato      | Campionato | Campionato | Campionato | Campionato | Coppe nazionali | Coppe nazionali | Coppe nazionali | Coppe nazionali | Coppe nazionali | Coppe continentali | Coppe continentali | Coppe continentali | Coppe continentali | Coppe continentali | Altre coppe | Altre coppe | Altre coppe | Altre coppe | Altre coppe | Totale | Totale | Totale | Totale | % Vittorie | Piazzamento |
| Stagione        | Squadra         | Comp            | G          | V          | N          | P          | Comp            | G               | V               | N               | P               | Comp               | G                  | V                  | N                  | P                  | Comp        | G           | V           | N           | P           | G      | V      | N      | P      | %          | Piazzamento |
| --------------- | --------------- | --------------- | ---------- | ---------- | ---------- | ---------- | --------------- | --------------- | --------------- | --------------- | --------------- | ------------------ | ------------------ | ------------------ | ------------------ | ------------------ | ----------- | ----------- | ----------- | ----------- | ----------- | ------ | ------ | ------ | ------ | ---------- | ----------- |
| 2015-2016       | Bienne          | CL              | 18         | 5          | 6          | 7          | CS              | 2               | 1               | 1               | 0               | -                  | -                  | -                  | -                  | -                  | -           | -           | -           | -           | -           | 20     | 6      | 7      | 7      | 30,00      | 10° (retr.) |
| 2018-2019       | Aarau           | CL              | 36+2       | 19+1       | 7+0        | 10+1       | CS              | 2               | 1               | 0               | 1               | -                  | -                  | -                  | -                  | -                  | -           | -           | -           | -           | -           | 40     | 21     | 7      | 12     | 52,50      | 2°          |
| 2019-lug. 2020  | Aarau           | CL              | 29         | 9          | 8          | 12         | CS              | 2               | 0               | 1               | 1               | -                  | -                  | -                  | -                  | -                  | -           | -           | -           | -           | -           | 31     | 9      | 9      | 13     | 29,03      | Eson.       |
| Totale Aarau    | Totale Aarau    | Totale Aarau    | 67         | 29         | 15         | 23         |                 | 4               | 1               | 1               | 2               |                    |                    |                    |                    |                    |             | -           | -           | -           | -           | 71     | 30     | 16     | 25     | 42,25      |             |
| apr.-mag. 2021  | Basilea         | SL              | 9          | 5          | 2          | 2          | CS              | 0               | 0               | 0               | 0               | UEL                | 0                  | 0                  | 0                  | 0                  | -           | -           | -           | -           | -           | 9      | 5      | 2      | 2      | 55,56      | Sub. 2°     |
| 2021-feb. 2022  | Basilea         | SL              | 22         | 10         | 10         | 2          | CS              | 3               | 2               | 0               | 1               | UECL               | 12                 | 9                  | 2                  | 1                  | -           | -           | -           | -           | -           | 37     | 21     | 12     | 4      | 56,76      | Eson.       |
| Totale Basilea  | Totale Basilea  | Totale Basilea  | 31         | 15         | 12         | 4          |                 | 3               | 2               | 0               | 1               |                    | 12                 | 9                  | 2                  | 1                  |             | -           | -           | -           | -           | 46     | 26     | 14     | 6      | 56,52      |             |
| 2023-2024       | Winterthur      | SL              | 38         | 13         | 10         | 15         | CS              | 5               | 4               | 0               | 1               | -                  | -                  | -                  | -                  | -                  | -           | -           | -           | -           | -           | 43     | 17     | 10     | 16     | 39,53      | 6°          |
| lug.-ott. 2024  | Young Boys      | SL              | 9          | 1          | 3          | 5          | CS              | 2               | 2               | 0               | 0               | UCL                | 2+2                | 2+0                | 0+0                | 0+2                | -           | -           | -           | -           | -           | 14     | 5      | 3      | 6      | 35,71      | Eson.       |
| Totale Carriera | Totale Carriera | Totale Carriera | 163        | 63         | 46         | 54         |                 | 16              | 10              | 2               | 4               |                    | 16                 | 11                 | 2                  | 3                  |             | -           | -           | -           | -           | 195    | 84     | 50     | 61     | 43,08      |             |